# Morcillo (Durango)
Morcillo es una localidad del estado mexicano de Durango. Es parte del municipio de Durango.

## Demografía
| Gráfica de evolución demográfica |
|                                  |

| Censo | Población |
| ----- | --------- |
| 1900  | 274       |
| 1910  | 343       |
| 1921  | 165       |
| 1930  | 227       |
| 1940  | 261       |
| 1950  | 367       |
| 1960  | 435       |
| 1970  | 558       |
| 1980  | 717       |
| 1990  | 723       |
| 2000  | 743       |
| 2010  | 885       |
| 2020  | 1 143     |